# Jarakan (Gondang)
Jarakan is een bestuurslaag in het regentschap Tulungagung van de provincie Oost-Java, Indonesië. Jarakan telt 2464 inwoners (volkstelling 2010).